# سالم (ماساتشوستس)
سالم (بالإنجليزية: Salem, Massachusetts)‏ هي مدينة تقع في الولايات المتحدة في مقاطعة إسكس. يقدر عدد سكانها بـ 41,340 نسمة ومساحتها 46.8 كم2 وترتفع عن سطح البحر 8 متر.

## التركيبة السكانية
حدّد مكتب تعداد الولايات المتحدة بيانات التركيبة السكانية لسالم في تعداد الولايات المتحدة. في ما يلي، التركيبة السكانية حسب تعدادي 2000 و2010.

### تعداد عام 2000
بلغ عدد سكان سالم 40,407 نسمة بحسب تعداد عام 2000، وبلغ عدد الأسر 17,492 أسرة وعدد العائلات 9,707 عائلة مقيمة في المدينة. في حين سجلت الكثافة السكانية 852.5 نسمة لكل كيلومتر مربع (2,208.0/ميل2). وبلغ عدد الوحدات السكنية 18,175 وحدة بمتوسط كثافة قدره 383.4 لكل كيلومتر مربع (993.0/ميل2).
وتوزع التركيب العرقي للمدينة بنسبة 85.37% من البيض و3.15% من الأمريكيين الأفارقة و0.22% من الأمريكيين الأصليين و2% من الأمريكيين ذوي الأصول الآسيوية و0.05% من سكان جزر المحيط الهادئ و6.74% من الأعراق الأخرى و2.47% من عرقين مختلطين أو أكثر و11.24% من الهسبانيون أو اللاتينيون من أي عرق.
بلغ عدد الأسر 17,492 أسرة كانت نسبة 26.2% منها لديها أطفال تحت سن الثامنة عشر تعيش معهم، وبلغت نسبة الأزواج القاطنين مع بعضهم البعض 38.8% من أصل المجموع الكلي للأسر، ونسبة 13.3% من الأسر كان لديها معيلات من الإناث دون وجود شريك، بينما كانت نسبة 3.4% من الأسر لديها معيلون من الذكور دون وجود شريكة وكانت نسبة 44.5% من غير العائلات. تألفت نسبة 34.9% من أصل جميع الأسر من عدة أفراد يعيشون في نفس المنزل ونسبة 11.5% كانت تتألف من شخص يعيش بمفرده يبلغ من العمر 65 عاماً أو أكثر. وبلغ متوسط حجم الأسرة المعيشية 2.24، أما متوسط حجم العائلات فبلغ 2.95.
بلغ العمر الوسطي للسكان 36.4 عاماً. وكانت نسبة 20.1% من القاطنين تحت سن الثامنة عشر، وكانت نسبة 8.2% بين الثامنة عشر والرابعة والعشرين عاماً، ونسبة 33.2% كانت واقعةً في الفئة العمرية ما بين الخامسة والعشرين والرابعة والأربعين عاماً، ونسبة 21.8% كانت ما بين الخامسة والأربعين والرابعة والستين، ونسبة 13.8% كانت ضمن فئة الخامسة والستين عاماً فما فوق. يوجد لكل 100 أنثى 87.5 ذكر، ويوجد لكل 100 أنثى في الثامنة عشر من عمرها فما فوق 84.6 ذكر.
بلغ متوسط دخل الأسرة في المدينة 44,033 دولارًا، أما متوسط دخل العائلة فبلغ 55,635 دولارًا. وكان متوسط دخل الذكور 38,563 دولارًا مقابل 31,374 دولارًا للإناث. وسجل دخل الفرد الخاص بالمدينة 23,857 دولارًا. وكانت نسبة 6.3% من العائلات ونسبة 9.7% من السكان تحت خط الفقر، وكان من هؤلاء نسبة 12.5% تحت سن الثامنة عشر ونسبة 7.9% في الخامسة والستين من العمر وما فوق.

### تعداد عام 2010
بلغ عدد سكان سالم 41,340 نسمة بحسب تعداد عام 2010، وبلغ عدد الأسر 17,842 أسرة وعدد العائلات 9,648 عائلة مقيمة في المدينة. في حين سجلت الكثافة السكانية 872.2 نسمة لكل كيلومتر مربع (2,259.0/ميل2). وبلغ عدد الوحدات السكنية 19,130 وحدة بمتوسط كثافة قدره 403.6 لكل كيلومتر مربع (1,045.3/ميل2).
وتوزع التركيب العرقي للمدينة بنسبة 81.50% من البيض و4.93% من الأمريكيين الأفارقة و0.42% من الأمريكيين الأصليين و2.65% من الأمريكيين ذوي الأصول الآسيوية و0.05% من سكان جزر المحيط الهادئ و7.04% من الأعراق الأخرى و3.41% من عرقين مختلطين أو أكثر و15.64% من الهسبانيون أو اللاتينيون من أي عرق.
بلغ عدد الأسر 17,842 أسرة كانت نسبة 25.3% منها لديها أطفال تحت سن الثامنة عشر تعيش معهم، وبلغت نسبة الأزواج القاطنين مع بعضهم البعض 35.7% من أصل المجموع الكلي للأسر، ونسبة 14.4% من الأسر كان لديها معيلات من الإناث دون وجود شريك، بينما كانت نسبة 4% من الأسر لديها معيلون من الذكور دون وجود شريكة وكانت نسبة 45.9% من غير العائلات. تألفت نسبة 35.3% من أصل جميع الأسر من عدة أفراد يعيشون في نفس المنزل ونسبة 10.5% كانت تتألف من شخص يعيش بمفرده يبلغ من العمر 65 عاماً أو أكثر. وبلغ متوسط حجم الأسرة المعيشية 2.22، أما متوسط حجم العائلات فبلغ 2.92.
بلغ العمر الوسطي للسكان 37.6 عاماً. وكانت نسبة 18.7% من القاطنين تحت سن الثامنة عشر، وكانت نسبة 12.8% بين الثامنة عشر والرابعة والعشرين عاماً، ونسبة 28.6% كانت واقعةً في الفئة العمرية ما بين الخامسة والعشرين والرابعة والأربعين عاماً، ونسبة 27% كانت ما بين الخامسة والأربعين والرابعة والستين، ونسبة 12.9% كانت ضمن فئة الخامسة والستين عاماً فما فوق. وتوزع التركيب الجنسي للسكان بنسبة 46.5% ذكور و53.5% إناث.

## المدن التوأمة
مدن أوروفيل (كاليفورنيا) وأوتا، طوكيو هي مدن توأمة لـسالم (ماساتشوستس).

## أعلام
- بنجامين بيرس
- إدوارد إس. مورس
- تيموثي بيكرنج
- فرانك ويستون بنسون
- ناثانيال هاوثورن